# Здравко Јовановић
Здравко Јовановић (Осладић, код Ваљева, 1909 — Дедник, код Велике Лашче, 3. фебруар 1943) био је учесник Народноослободилачке борбе и народни херој Југославије.

## Биографија
Рођен је 1909. у селу Осладићу, код Ваљева. После завршене школе ступио је у активну војну службу и до 1941. био наредник-водник Војске Краљевине Југославије. Још 1937. постао је члан Комунистичке партије Југославије (КПЈ).
После Априлског рата и капитулације краљевске војске, успео је да избегне заробљавање и врати се у родни крај. Био је један од организатора устанка у Ваљеском крају. Када је у лето 1941. формиран Ваљевски партизански одред, Здравко је постављен за команданта. Нарочито се истакао у нападу Одреда на Лајковац, 14. и 15. августа и борбама за ослобођење Крупња, од 1. до 3. септембра 1941. године, када је предводио бомбашки вод, који је нападао немачко утврђење. Његовом заслугом, у борбама на Завлаци, јаке немачке снаге задржане су четрнаест дана и нанети им велики губици.
Као командант Ваљевског партизанског одреда, присуствовао је војном саветовању Главног штаба НОП одреда Југославије, одржаном 26. септембра 1941. у Столицама.
После Прве непријатељске офанзиве и повлачења Главнине партизанских снага у Санџак, крајем новембра и почетком децембра 1941. године, Здравко је са Ваљевским и Мачванским партизнаксим одредом остао на терену западне Србије. Ови Одреди су крајем 1941. и почетком 1942. године, по врло хладном зимском времену, водили тешке борбе са надмоћнијим непријатељским снагама. Изложен непрекидним нападима, Здравко Јовановић је био присиљен да Ваљевски партизански одред, марта 1942. године, пребаци преко Дрине у источну Босну, где се повезао са Другом пролетерском бригадом.
После преласка у Босну, Здравко је извесно време био на дужности командира чете у Београдском батаљону Прве пролетерске ударне бригаде. Крајем 1942. завршио је Виши курс војне школе НОВЈ у Доњем Лапцу и одлуком Врховног штаба НОВ и ПОЈ послат у Словенију, где му је постављен за начелника Штаба Друге (нотрањске) оперативне зоне Словеније. На тој дужности је и погинуо 3. фебруара 1943. у месту Дедник, код Велике Лашче, у близине Љубљане.
Указом Председништва АВНОЈ-а постхумно је 6. јула 1945. одликован Орденом заслуга за народ првог реда. Указом председника ФНР Југославије Јосипа Броза Тита 6. јула 1953. проглашен је за народног хероја.